# Alphonsus Mathias
Alphonsus Mathias (ur. 22 czerwca 1928 w Pangali, zm. 10 lipca 2024 w Bangaluru) – indyjski duchowny rzymskokatolicki, w latach 1986–1998 arcybiskup Bengaluru.

## Życiorys
Święcenia kapłańskie przyjął 24 sierpnia 1954. 16 listopada 1963 został prekonizowany biskupem Chikmagalur. Sakrę biskupią otrzymał 5 lutego 1964. 12 września 1986 został mianowany arcybiskupem Bengaluru. 24 marca 1998 przeszedł na emeryturę.